# Макон, Пьер
Пьер Макон (фр. Pierre Macon; 1769—1806) — французский военный деятель, бригадный генерал (1803 год), участник революционных и наполеоновских войн. Имя генерала выбито на Триумфальной арке в Париже.

## Биография
Вступил на военную службу 8 ноября 1787 года солдатом в 61-м пехотном полку, и к маю 1793 года дослужился до звания капитана. 19 мая был ранен в бою при Ма Дё. 1 июня 1793 года он был назначен военным комиссаром комитетом народных представителей Руайером и Летурнёром, но Макон слишком любил славу, чтобы работать на административных должностях, и через три месяца вернулся на службу в свой прежний полк. 22 сентября был назначен генералом Дюгомье командующим 2-го батальона 61-го пехотного полка. Он совершил все кампании с 1793 по 1795 год в рядах Армии Восточных Пиренеев.
19 июня 1795 года стал полковником, и возглавил 122-й боевую полубригаду. 19 июня 1796 года его полубригада объединилась с 57-й полубригадой линейной пехоты, затем 18 сентября 1798 года Макон возглавил 58-ю полубригаду линейной пехоты. 27 июля 1799 года был назначен командиром 6-й полубригады лёгкой пехоты, и 7 мая 1800 года пересёк Большой Сен-Бернар во главе колонны авангарда. 26 мая он нашёл возможность отличиться при Романо, где смелым манёвром принёс успех французам в бою. Несмотря на ужасный огонь артиллерии и мушкетов, он провёл свою полубригаду через реку Чиузеллу, взял мост и отбросил неприятеля. 9 июня 1800 года, в битве при Монтебелло, имея под началом 400 человек, Макон сдерживал 4-тысячный корпус австрийцев, который стремился обойти правый фланг армии французов, а затем энергично атаковал его и взял 600 пленных. 14 июня, в битве при Маренго, с 200 солдатами, у которых не было ни одного патрона, он пошёл в штыки и остановил колонну из 3000 врагов.
25 декабря 1800 года, под началом генерала Брюна, он сначала переправился через Минчио во главе своей полубригады, после поучаствовал в разгроме венгерских гренадеров. 11 ноября 1802 года вернулся во Францию, и был назначен старшим адъютантом правительственного дворца. 29 августа 1803 года был произведён в бригадные генералы, и присоединился к лагерю Этапль. 13 декабря 1803 года возглавил 1-ю бригаду гренадеров в сводной дивизии Жюно, и оставался в этой должности до 12 марта 1805 года, после чего вошёл в свиту Императора. Принимал участие в Австрийской кампании 1805 года и Прусской 1806 года. 18 октября 1806 года, после захвата французами Лейпцига, Наполеон поручил ему управление городом. Однако, 27 октября 1806 года Макон скончался в этом городе от гнилостной лихорадки.

## Воинские звания
- Капрал (1 октября 1788 года);
- Сержант-фурьер (11 октября 1789 года);
- Старший сержант (1 января 1791 года);
- Лейтенант (28 апреля 1792 года);
- Капитан (15 мая 1793 года);
- Командир батальона (22 сентября 1793 года);
- Полковник (19 июня 1795 года);
- Бригадный генерал (29 августа 1803 года).

## Награды
Легионер ордена Почётного легиона (11 декабря 1803 года)
 Коммандан ордена Почётного легиона (14 июня 1804 года)